# Халупцок, Дэн
Дэн Ха́лупцок (англ. Dan Haluptzok; род. 1947) — американский кёрлингист.
В составе мужской сборной США участник трёх чемпионатов мира (лучший результат — бронзовые призёры в 1993). Трёхкратный чемпион США среди мужчин.
Играл в основном на позиции третьего.

## Достижения
- Чемпионат мира по кёрлингу среди мужчин: бронза (1993).
- Чемпионат США по кёрлингу среди мужчин: золото (1979, 1993, 1994), бронза (1981, 1986, 1988).

## Команды
| Сезон   | Четвёртый     | Третий       | Второй        | Первый          | Запасной     | Турниры                        |
| ------- | ------------- | ------------ | ------------- | --------------- | ------------ | ------------------------------ |
| 1978—79 | Скотт Бэрд    | Дэн Халупцок | Марк Халупцок | Боб Фенсон      |              | ЧСШАМ 1979 · ЧМ 1979 (5 место) |
| 1980—81 | Марк Халупцок | Дэн Халупцок | Боб Фенсон    | John Iserealson |              | ЧСШАМ 1981                     |
| 1985—86 | Скотт Бэрд    | Дэн Халупцок | Марк Халупцок | Боб Фенсон      |              | ЧСШАМ 1986                     |
| 1987—88 | Скотт Бэрд    | Дэн Халупцок | Марк Халупцок | Боб Фенсон      |              | ЧСШАМ 1988                     |
| 1992—93 | Скотт Бэрд    | Пит Фенсон   | Марк Халупцок | Тим Джонсон     | Дэн Халупцок | ЧСШАМ 1993 · ЧМ 1993           |
| 1993—94 | Скотт Бэрд    | Пит Фенсон   | Марк Халупцок | Тим Джонсон     | Дэн Халупцок | ЧСШАМ 1994 · ЧМ 1994 (5 место) |

(скипы выделены полужирным шрифтом)

## Частная жизнь
Из семьи кёрлингистов: его отец, мать и младший брат Марк Халупцок тоже кёрлингисты, Дэн играл с Марком на трёх чемпионатах мира (в 1979, 1993, 1994).